# Język staroczeski
Język staroczeski (cz. stará čeština, staročeština) – początkowy okresu rozwoju i kształtowania się języka czeskiego, zaczynający się na etapie oddzielania się języka czeskiego od innych języków zachodniosłowiańskich, a kończący się umownie w roku 1500 (początek ery średnioczeskiej) . W historii języka staroczeskiego wyróżnia dwie epoki: przedpiśmienną (przed powstaniem pierwszych zabytków pisanych) i późniejszą pisaną.
Na przełomie XIII i XIV wieku powstał czeski język literacki, który po trzech wiekach swojego rozwoju osiągnął swój szczyt w XVI wieku .
Język staroczeski był używany przede wszystkim na terytorium średniowiecznego państwa czeskiego, jednak miał wpływ także na kształtujący się wówczas język staropolski.

## Epoka przedpiśmienna

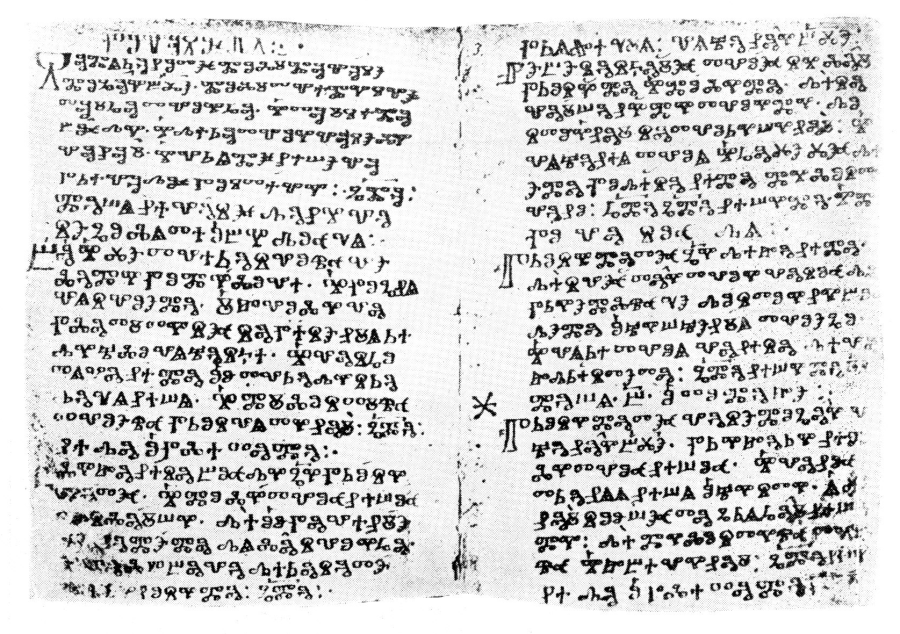
Głagolicki Mszał kijowski z X wieku.

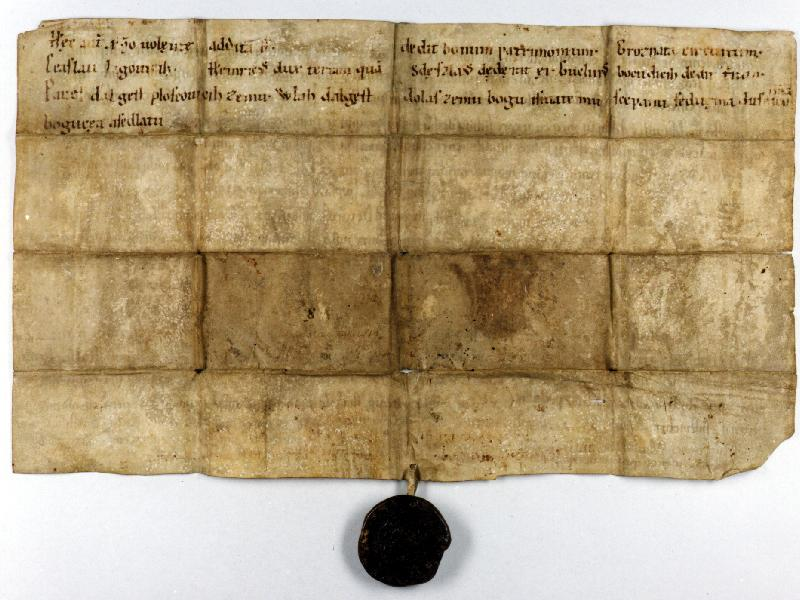
Pierwsze zdanie czeskie z roku 1057.

Początek etapu przedpiśmiennego w historii języka czeskiego jest wyznaczony przez moment oddzielenia się dialektów plemiona zachodniosłowiańskich na terenie Czech i Moraw od dialektów pozostałych plemion zachodniosłowiańskich i kształtowanie się na ich podstawie języka średniowiecznych Czechów. Cechy językowe języka staroczeskiego z tego okresu znajdują odbicie w zabytkach języka staro-cerkiewno-słowiańskiego redakcji czeskiej (z cechami zachodniosłowiańskimi lub czeskimi), takich jak Mszał kijowski z X wieku z takimi formami, jak подазь, розьтво, просѧце, обѣцѣниѣ, wobec scs. подаждь, рождьство, просѧще, обѣщаниѥ czy tzw. Fragmenty praskie z XI wieku (z zachowaniem np. archaicznej zachodniosłowiańskiej grupy dl i czeskiej denazalizacji *ǫ w słowie модлитвѫ) oraz zabytki łacińskie z czeskimi glossami. Pierwsze zapisane zdanie w języku czeskim znajduje się w akcie założenia kapituły litomierzyckiej z roku 1057 . Jego treść i przekład filologiczny:

Pauel dal geſt ploſcouicih zemu

Wlah dal geſt dolaſ zemu bogu

i ſuiatemu ſcepanu ſe duema

duſnicoma bogucea a ſedlatu

Paweł dał w Płoskowicach ziemię

Włoch dał w Dolanach ziemię Bogu

i świętemu Szczepanowi z dwiema

duszami – Boguczeja i Siedlętę

Już w pierwszym zdaniu czeskim widoczne są zmiany, które dokonały się w epoce przedpiśmiennej (praczeskiej), do których należą :
- ogólnosłowiański zanik słabych jerów,
- przestawki w grupach typu *TorT, *TolT, *TerT i *TelT,
- odnosowienie prasłowiańskich samogłosek nosowych,
- zanik j w pozycji interwokalicznej i ściągnięcia samogłosek.

## Epoka pisana
Pierwsze dłuższe zabytki pisane w języku staroczeskim pochodzą z końca XIII wieku. W wieku XIV ukształtował się jednolity czeski język literacki. Epoka pisana znana jest z wielu zabytków staroczeskich, które są głównym źródłem badaczy historii języka staroczeskiego. Do tych zabytków zalicza się literaturę zarówno duchową, jak i świecką, reprezentowaną przez różne gatunki literackie.
Grafia zabytków staroczeskich charakteryzuje się stopniowym komplikowaniem i doskonaleniem systemu zapisu przez cały okres rozwoju. Zaczynając od prymitywnej ortografii, w której czeskie fonemy są oddawane za pomocą znaków alfabetu łacińskiego bez uwzględnienia ich dokładnej wymowy, system zapisu języka czeskiego zostaje rozwinięty poprzez dwuznaki i trójznaki, które oddają dźwięki nieobecne w łacinie. W późniejszym okresie rozwija się system zapisu używający dodatkowych znaków nad literami – znaków diakrytycznych .

## Charakterystyka językowa
Okres staroczeski cechuje się szeregiem zmian w fonetyce i morfologii, zarówno w epoce przedpiśmiennej (praczeskiej), jak i pisanej. Do procesów zachodzących w epoce pisanej należą:
- kształtowanie się akcentu inicjalnego (na pierwszą sylabę) z prasłowiańskiego akcentu ruchomego,
- przegłosy ä > ě, ’u (> ü) > i, ’o (> ö) > ě, np. kľúč > klíč, koňóm > koniem[2] ,
- procesy dyftongizacji, a w późniejszym okresie monoftongizacji samogłosek długich: ě̅ > i̯e > ī; ō > u̯o > ū, np. bě̅lȳ > bielý > bílý, dóm > duom > dúm (pisane dům)[2] ,
- zmieszanie twardego ł i miękkiego ľ w jeden fonem l[2] ,
- dysymilacja šč > šť, žč > žť, ždž > žď, np. ščáva > šťáva, nebožčík > nebožťík, która objęła tylko dialekty Czech właściwych[2] ,
- powstanie kategorii żywotności,
- stopniowy zanik kategorii liczby podwójnej,
- stopniowy zanik syntetycznych form czasów przeszłych – imperfektu, a później aorystu,
- zawężenie użycia imiesłowów współczesnych i uprzednich[2] .

## Kontakty językowe
Istotny wpływ na kształtowanie się języka czeskiego w okresie staroczeskim miał język niemiecki, co w dużej mierze związane jest z kontaktami językowymi spowodowanymi przez średniowieczną kolonizację niemiecką ziem czeskich (szczególnie intensywną w okresie od XIII wieku). Za wpływ niemiecki uznaje się przegłosy samogłosek oraz dyftongizację, a także depalatalizację spółgłosek. Oprócz tego wpływ języka niemieckiego wyrażał się w licznych zapożyczeniach leksykalnych, skutki kontaktów językowych widoczne są także w dziedzinie słowotwórstwa, frazeologii, w powstaniu szeregu form gramatycznych i konstrukcji składniowych i w wyrażaniu niektórych kategorii semantycznych. Wpływ ten był przy tym różny w przypadku dialeków czeskie, jak i języka literackiego .
Okres od XIII do XV wieku to okres pierwszych wpływów czeskich na język polski, który cechuje się zarówno bezpośrednimi bohemizmami, jak i pośrednictwem czeskim w zapożyczaniu słownictwa łacińskiego i niemieckiego.